# Young Zee
Young Zee, pseudonimo di Dewayne Battle (Newark, 24 dicembre 1970), è un rapper statunitense.
È conosciuto negli Stati Uniti come membro degli Outsidaz di maggiore fama per aver fatto pezzi come "That's My Nigga for'Real"

## Discografia

### Solista (Young Zee)
- Musical Meltdown (1996)
- Everybody Get Vinyl Single (1996)
- Solo Shit Promo Vinyl Single (2000)
- Chips Like This Vinyl Single (2003) (With Lady Luck)
- Sex, Guns, Blunts & Stories Vol. 1 (2006)

### Outsidaz
- Unreleased Demo CD (1998)
- Rush Ya Clique (Original) Vinyl Single (1999)
- Macosa & Do It With A Passion Vinyl Single (1999)
- Night Life EP (1999)
- The Rah Rah Promo Single (2000)
- Keep On & Done In The Game Vinyl Single (2000)
- Keep On UK Vinyl Single (2001)
- The Bricks (2001)
- I'm Leavin' UK Single (2002)

### Features
- 1996: Fugees - Cowboys (Album: The Score)
- 1998: Bizarre - Get The Dick (Raw Mix) (Album: Attack Of The Weirdos)
- 1998: Govna Mattic - Family Day (Album: Hell Up In Newark LP)
- 1998: Redman - Cloze Ya Doors (Album: Doc's Da Name 2000 LP)
- 1999: Pace Won - Outsidaz Rolecall (Album: The Pacewon Affect (Promo LP))
- 1999: Pace Won - Nobody (Album: The Pacewon Affect (Promo LP))
- 1999: Pace Won - You Don't Want It (Album: The Pacewon Affect (Promo LP))
- 2000: Reks - Final Four (Album: Skills 101 & Science Of Life & Final Four Vinyl Single)
- 2000: DJ Miz - Keep On (DJ Miz Mix) (Album: The Illadelph Project)
- 2002: Pace Won - Money Hungry & Thievz (Skit) (Album: Won)
- 2002: Pace Won - Thievz Theme & Upper And Downer (Skit) (Album: Won)
- 2002: Pace Won - What You Know (Album: Won)
- 2002: Pace Won - Loon (Skit) & Nobody (Album: Won)
- 2002: Pace Won - Fresh (Album: Won)
- 2002: Pace Won - I'm Leavin' (Album: Won)
- 2002: VA - That's My Nigga Fo' Real (Album: 8 Mile Soundtrack)
- 2002: DJ Green Lantern - Young Zee Freestyle (Album: Invasion I: Shady Records Mix Tape)
- 2003: DJ Butter - A Call To Young Zee (Intro) (Album: Blunted Volume 3)
- 2003: DJ Butter - Everybody Get (DJ Butter Motown Mix) (Album: Blunted Volume 3)
- 2003: DJ Butter - Macosa (DJ Butter Mix) (Album: Blunted Volume 3)
- 2003: DJ Butter - Keep On (DJ Butter-I Can Mix) (Album: Blunted Volume 5)
- 2004: DJ Pudgee-P - Stunt 187 (Album: Tha Riot Squad Part 4 (Man Down))
- 2004: DJ Pudgee-P - Freestyle (Album: Tha Riot Squad Part 4 (Man Down))
- 2004: Madlib - Who You Be (Madlib Remix) (Album: Mind Fusion Volume 1)
- 2004: DJ Exclusive - Yo! (Album: Backed By The Streets)
- 2004: DJ Pudgee-P - We Came To Party (Album: American Psycho)
- 2004: Crooked I - Zee & Me (Album: Young Boss Volume 1)
- 2004: Mu - Nothin (Album: The Flood Mixtape)
- 2004: DJ Kay Slay + Clinton Sparks - No Airplay (Album: Kill Yourself Part 1)
- 2004: Rah Digga - Succafreezy (Album: www.rahdiggamusic.com)
- 2007: Celebrity - Young Zee Speaks (Album: The Beginning Of The End Mixtape)
- 2007: Celebrity - Young Zee Speaks Pt. 2 (Album: The Beginning Of The End Mixtape)
- 2007: Celebrity - Big Band (Album: The Beginning Of The End Mixtape)
- 2007: D.U. - We True Emceez (Album: myspace.com/officialduoutsidazmch)
- 2007: Yah Yah - Right Back On It (With Intro) (Album: Get To Know Me Mixtape)